# Jakob David Applebaum
Jakob David Applebaum (14 novembre 1877 - 7 janvier 1964) est un espérantiste britannique d’origine polonaise.

## Biographie
Jakob Applebaum  nait le 14 novembre 1877 à Mszczonów, en Pologne. D’origine juive, il étudie dans une école juive les textes sacrés : la Bible et le Talmud. Il apprend à lire le russe et le polonais grâce à ces livres. Il lit également le yiddish et l’hébreu.
En 1900, il part pour l’Angleterre et devient citoyen britannique. Il apprend l’espéranto en 1909 et commence alors à s’intéresser à la littérature et au mouvement espérantistes. Durant le congrès universel d'espéranto de 1921 à Prague, il fait voter la construction d’un monument sur la tombe de Louis-Lazare Zamenhof. Il est élu secrétaire honoraire de ce projet et réussit à le mener à bout après cinq ans. Le monument est sculpté en Écosse.
Il meurt le 7 janvier 1964.

## Œuvres
- Jozefo